# Lauro Tisi
Lauro Tisi (Giustino, 1 de novembro de 1962) é um arcebispo católico italiano, arcebispo metropolitano de Trento desde 10 de fevereiro de 2016.

## Biografia

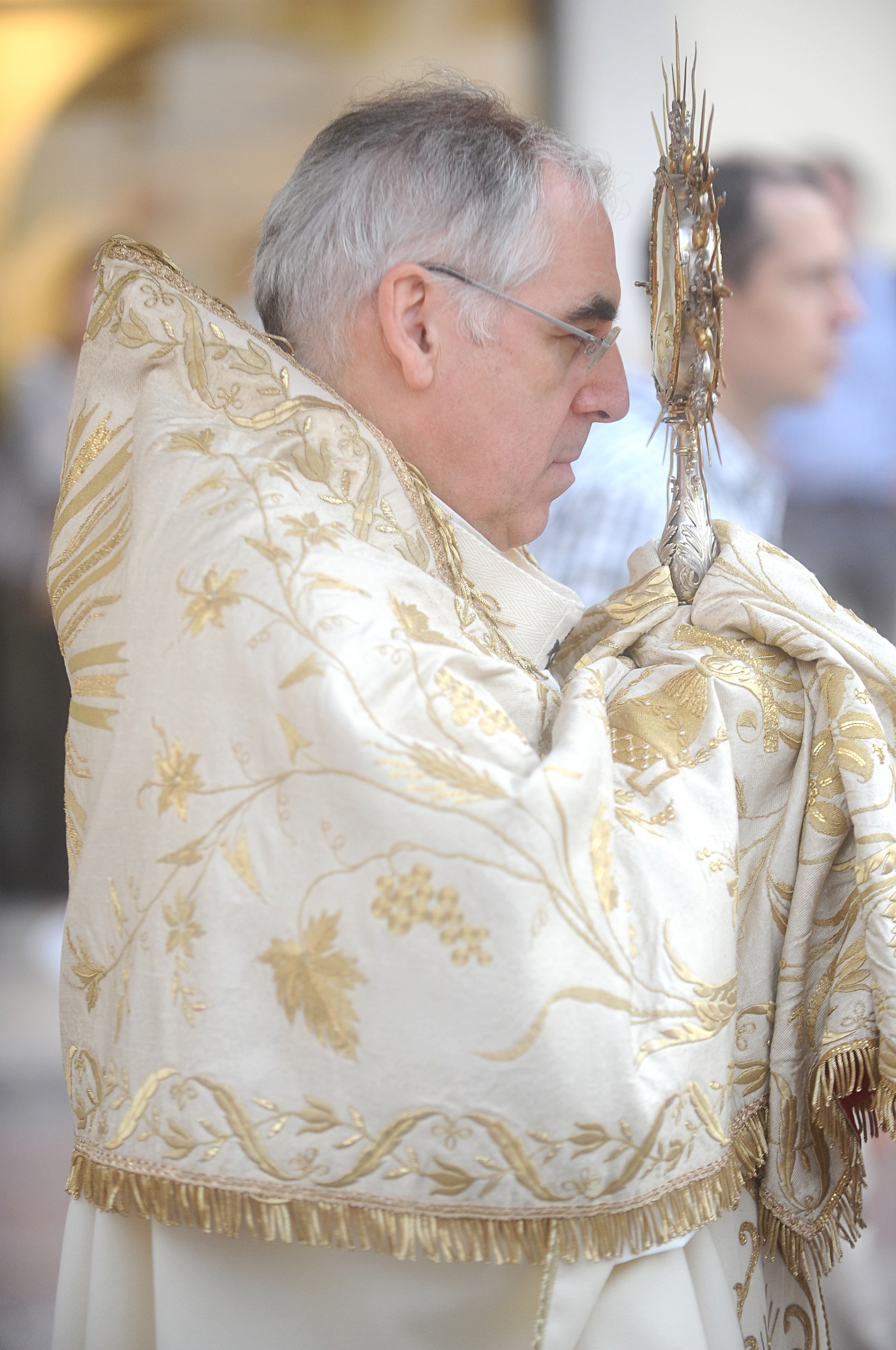
Monsenhor Tisi durante a celebração do Corpus Domini em Trento, 31 de maio de 2018

Ele nasceu em Giustino, na província e arquidiocese de Trento, em 1 de novembro de 1962.

### Formação e ministério sacerdotal
Ele completou seus estudos secundários no colégio clássico do colégio arquiepiscopal como aluno do seminário menor; continua seus estudos teológicos no seminário diocesano de Trento.
Em 26 de junho de 1987 foi ordenado sacerdote pelo arcebispo Alessandro Maria Gottardi para a arquidiocese de Trento.
De 1987 a 1988 exerceu o ministério de pastor assistente em Levico Terme; de 1988 a 1995 foi vice-reitor do seminário de Trento; de 1995 a 2007 foi pai espiritual e delegado episcopal dos jovens sacerdotes. Em 2007, o arcebispo Luigi Bressan o nomeou vigário geral e moderador curio; como oficial episcopal, apóia as atividades da comunidade das monjas Camilianas no Hospital San Camillo de Trento.

### Ministério episcopal

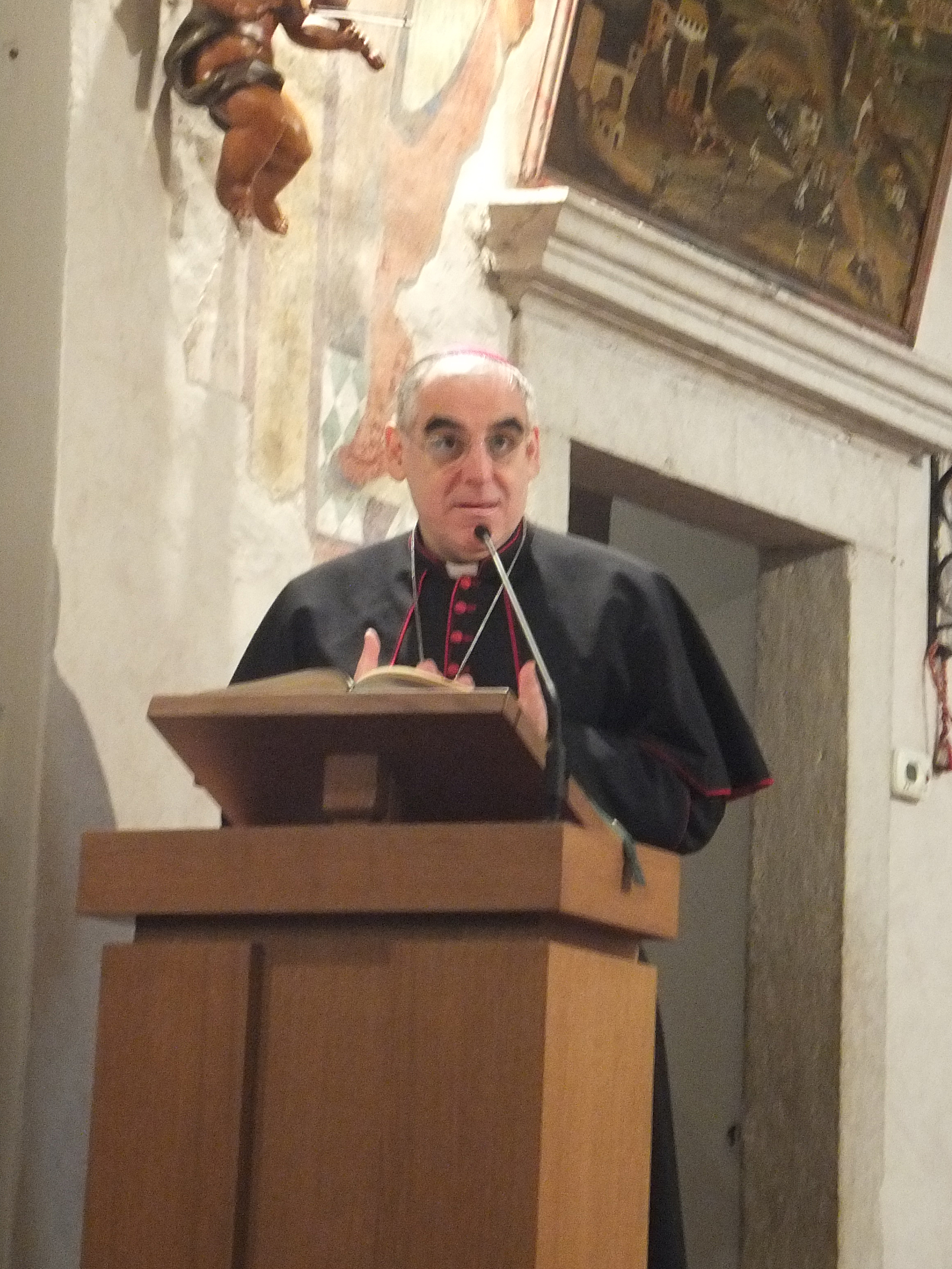
Monsenhor Tisi na igreja da Imaculada Conceição de Piazzo durante outra visita pastoral em 25 de fevereiro de 2018

Em 10 de fevereiro de 2016, o Papa Francisco o nomeou Arcebispo Metropolitano de Trento ; ele sucede Luigi Bressan, que renunciou devido aos limites de idade. No dia 3 de abril seguinte recebeu a ordenação episcopal, na Catedral de San Vigilio, do arcebispo Luigi Bressan, co-consagradores do patriarca Francesco Moraglia e do bispo Ivo Muser. Durante a mesma celebração, ele toma posse da arquidiocese.

### Posições teológicas morais e sociais
Em janeiro de 2018, visitando um campo de refugiados em Marco di Rovereto, afirmou que a vida desses refugiados, obrigados a viver em 14 em um contêiner, não é vida porque "é claro que nessas condições não se pode ficar tanto tempo". Após a visita, declarou que a arquidiocese de Trentino colocará 22 vagas à disposição dos refugiados.
No dia 14 de fevereiro seguinte, durante a missa da Quarta-feira de Cinzas, ele expressou seu pensamento sobre o uso das redes sociais, declarando que os seres humanos precisam "estar concretamente com as pessoas na vida familiar como no trabalho".

## Ordenações

### Ordenações episcopais
E foi consagrante de:
- Michele Tomasi (2019)
- Ivan Maffeis (2022)